# M.C The Max!
《M.C The Max!》는 2003년 10월 24일 발매된 대한민국의 록 밴드 엠씨 더 맥스의 첫 번째 음반이자 소속사를 옮기고 엠씨 더 맥스라는 이름으로는 처음 발매한 음반이다. 옮기는 과정에서 허정민이 탈퇴하고 3인조로 재편성되었다. GM과의 계약이 일방적으로 폐기되어 낙동강 오리알 신세가 된 이들에게 구원의 손길을 내준 백영묵의 주도하에 새로운 출발을 알린 음반이다. 판매량은 156,243장이다.
일본의 록 밴드 X JAPAN의 리더 YOSHIKI가 프로듀서를 맡아 주목을 받았다. CD 2장 중, 2번째 CD는 멤버들의 자작곡으로 이루어져 있다. 엠씨 더 맥스가 추구하는 음악을 마음껏 보여주고 있어, 평론가들로부터 높은 평점을 받고 있다.
앨범 수록곡 중, 〈잠시만 안녕〉은 X JAPAN의 〈Tears〉를, 〈서시〉는 신성우의 〈서시〉를 리메이크하였으며, 〈One Love〉는 SBS 드라마 《때려!》의 OST로 수록되었다.

## 배경
음악적인 성취 뿐만이 아니라, 엠씨 더 맥스라는 밴드를 지금껏 있게 해준 유의미한 앨범으로도 남아있다. 소속사에서 강제로 내쫓기고 갈 데가 없던 상황에서 극적으로 기획사를 만나 앨범을 작업하고, 상업적 성과를 낸 일련의 극적인 스토리를 가지고 있기 때문이다. 이름을 바꾸고 처음부터 새로 시작해야 하는 상황에서, 이전과는 비교도 안 되는 가창력의 발전과 음악적인 성취를 동시에 이루어 내면서 엠씨 더 맥스를 노래 잘하는 실력파 밴드로 대중들에게 각인시켰고, 이 이미지를 바탕으로 다음 앨범에서 대박을 터뜨리며 매 앨범마다 오랫동안 사랑받고 가수로서의 신뢰도를 높여온 기념비적인 앨범이기 때문이다. 그렇기에 실제 상업적인 성과로는 6집을 제외하면 전부 이 앨범보다 월등히 뛰어났지만, 가수 자신들이 애착을 갖고 오랫동안 기억하는 앨범은 이 앨범이다. 대중적인 히트 여부를 따지면 〈사랑의 시〉, 〈행복하지 말아요〉, 〈가슴아 그만해〉, 〈그대가 분다〉, 〈어디에도〉 등등 수치상으로 1집을 뛰어넘는 곡들이 차고 넘치지만, 현재 엠씨 더 맥스를 상징하는 곡은 〈잠시만 안녕〉이라는 것이 이를 반영한다.

## 곡 목록
| #   | 제목                        | 작사·작곡          | 재생 시간 |
| --- | --------------------------- | ------------------ | --------- |
| 1.  | Intro (기악)                | 신민               | 0:43      |
| 2.  | 잠시만 안녕                 | YOSHIKI, 채정은    | 4:31      |
| 3.  | 사랑하고 싶었어             | 데이라이트, 신동우 | 3:29      |
| 4.  | 마지막 내 숨소리            | 김현철             | 4:23      |
| 5.  | Best Friend                 | 윤사라, 신재홍     | 3:37      |
| 6.  | 변함 없는 나                | 이미아, 이근상     | 4:17      |
| 7.  | 天의 안부                   | 정지우, 황성제     | 4:21      |
| 8.  | 12월                        | 데이라이트, 신성우 | 4:21      |
| 9.  | 사랑하는 날 (Loving day)    | 양정승             | 4:24      |
| 10. | 하얀 하늘                   | 신민               | 4:32      |
| 11. | 파애(破愛)                  | 양정승             | 4:30      |
| 12. | 서시                        | 신성우, 이근상     | 3:53      |
| 13. | 잠시만 안녕 (Original Ver.) | YOSHIKI, 채정은    | 6:48      |

| #  | 제목                       | 작사·작곡 | 재생 시간 |
| -- | -------------------------- | --------- | --------- |
| 1. | Intro                      | 제이 윤   | 1:31      |
| 2. | Insanity                   | 제이 윤   | 4:18      |
| 3. | One Love                   | 이수      | 4:21      |
| 4. | Disco Fever                | 제이 윤   | 3:54      |
| 5. | Doesn't Matter             | 이수      | 3:34      |
| 6. | 흰눈에 쌓인 이 거리에서... | 제이 윤   | 5:06      |